# Lea Deutsch
Pour les articles homonymes, voir Deutsch.
Lea Deutsch, de son nom complet Lea Dragica Deutsch, est une enfant actrice de théâtre yougoslave puis croate, née le 27 mars 1927 et morte en mai 1943 dans le convoi de transport vers Auschwitz où elle était déportée car juive.

## Enfance
Lea Deutsch naît à Zagreb de parents juifs, Stjepan et Ivka (née Singer) Deutsch. Leur nom de famille est aussi orthographié Dajč. Son père est avocat et sa mère, femme au foyer. Elle a également un frère, Saša. La famille vit à Zagreb, au 39 rue Gundulićeva. Elle débute sur les planches du Théâtre national croate à l'âge de 5 ans, jouant de petits rôles dans des pièces de Molière et Shakespeare. Son succès va croissant et on la surnomme, la « Shirley Temple croate ». La firme cinématographique Pathé vient jusqu'en Croatie tourner un court documentaire sur elle et lui offre une bourse pour venir étudier un an à Paris, mais Lea Deutsch la refuse.

En 1941, sous le gouvernement des Oustachis, les établissements croates mettent en place des lois raciales contre la population juive. Elle est alors chassée du théâtre national où elle a fait ses débuts puis de son école. Une de ses camarades de classe Relja Bašić se souvient : 

« Elle avait l'habitude de s’asseoir, immobile, sur un banc en face du théâtre dans un petit manteau à chevrons avec l'étoile de David cousue sur ses manches, regardant fixement pendant des heures le bâtiment où elle était autrefois un étoile, et où maintenant, elle ne pouvait même plus entrer. »

## Arrestation, déportation et mort
Pour essayer de sauver sa famille, le père de Deutsch convertit toute la famille au catholicisme en juin 1941. Le 5 mai 1941, Heinrich Himmler vient en visite à Zagreb, pour accélérer le problème de la « question juive » avec le leader croate Ante Pavelić. Cette visite entraîne l'arrestation de tous les juifs de Zagreb encore autorisés à vivre normalement.
Avant leur arrestation, les membres du théâtre national, son directeur Dušan Žanko et les acteurs Tito Strozzi, Vika Podgorska et Hinko Nučić tentent d'intervenir pour les sauver. Ils leur préparent une fuite vers Karlovac, pour y rejoindre les partisans, mais c'est un échec ; les Deutsch retournent à Zagreb, n'ayant pu prendre contact. Ils tentent ensuite de les envoyer en Palestine, alors sous mandat britannique, sans succès là aussi.
Selon une amie, Nika Grigić, un jeune homme d'Herzégovine, membre des Oustachis, vivant chez les Deutsch, proposa d'épouser Lea pour la sauver de la déportation. Ce projet échoua également pour des raisons inconnues. Plus tard, il sera découvert que la mère de Lea Deutsch refusa de donner son consentement pour le mariage, Lea étant mineure.
En mai 1943, Lea Deutsch, sa mère et son frère sont déportés à Auschwitz avec 75 autres juifs. Le voyage dura six jours et six nuits, dans un wagon à bestiaux, sans eau ni nourriture, durant lesquelles périrent 25 prisonniers. Lea Deutsch fut l'une des victimes, son cœur affaibli par la diphtérie contractée dans son enfance. Sa mère et son frère furent tués à leur arrivée à Auschwitz. Son père, Stjepan, réussit à se cacher, se faisant passer pour un patient du docteur Vilko Panac, atteint d'un trachome oculaire à l'Hôpital des Sœurs de la charité à Zagreb. Il survivra à la Shoah et mourra en 1959. Il est enterré dans la partie juive du cimetière Mirogoj, une photo de Lea ornant sa pierre tombale.

## Postérité
- En 2003, l'école élémentaire juive de Zagreb a été nommée en sa mémoire[6].
- En 2010, sort un film sur son histoire, Lea i Darija (hr), réalisé par Branko Ivanda (hr)[8].